# هری کار
هری کار (انگلیسی: Harry Carr؛ ‏ ۱۸۷۷ – ۱۹۳۶) ستون‌نویس، نویسنده، منتقد سینما و روزنامه‌نگار آمریکایی لس آنجلس تایمز بود. وی به واسطهٔ پوشش خبری و گزارش‌هایش از زمین‌لرزه ۱۹۰۶ سان فرانسیسکو و بازی‌های المپیک تابستانی ۱۹۳۲ شهرت داشت.
از فیلم‌هایی که وی در آن‌ها نقش داشته‌است، می‌توان به دانوب آبی، بانوی الهی و عشق پولی اشاره نمود.